# New Ipswich
New Ipswich är en kommun (town) i Hillsborough County i delstaten New Hampshire, USA med 5 099 invånare (2010). 